# Sporobolus ludwigii
Sporobolus ludwigii är en gräsart som beskrevs av Ferdinand von Hochstetter. Sporobolus ludwigii ingår i släktet droppgräs, och familjen gräs. Inga underarter finns listade i Catalogue of Life.